# Dash 1
Dash 1 (acrônimo de Density and Scale Height 1) foi um satélite artificial da Força Aérea dos Estados Unidos lançado no dia 9 de maio de 1963 por um foguete Atlas-Agena B a partir da rampa LC-1-2 da Base da Força Aérea de Vandenberg.

## Características
O Dash 1 consistia em um esfera de 2,5 m de diâmetro e 1 kg de massa que foi usado para medir a densidade da atmosfera terrestre a altitudes de cerca de 3500 km. A órbita do satélite, inicialmente quase circular e com apogeu de 3682,6 e perigeu de km e 3606,1 km, respectivamente, foi tornando-se cada vez mais elíptica sob a ação da pressão da radiação solar.